# Bibliotheek Eindhoven

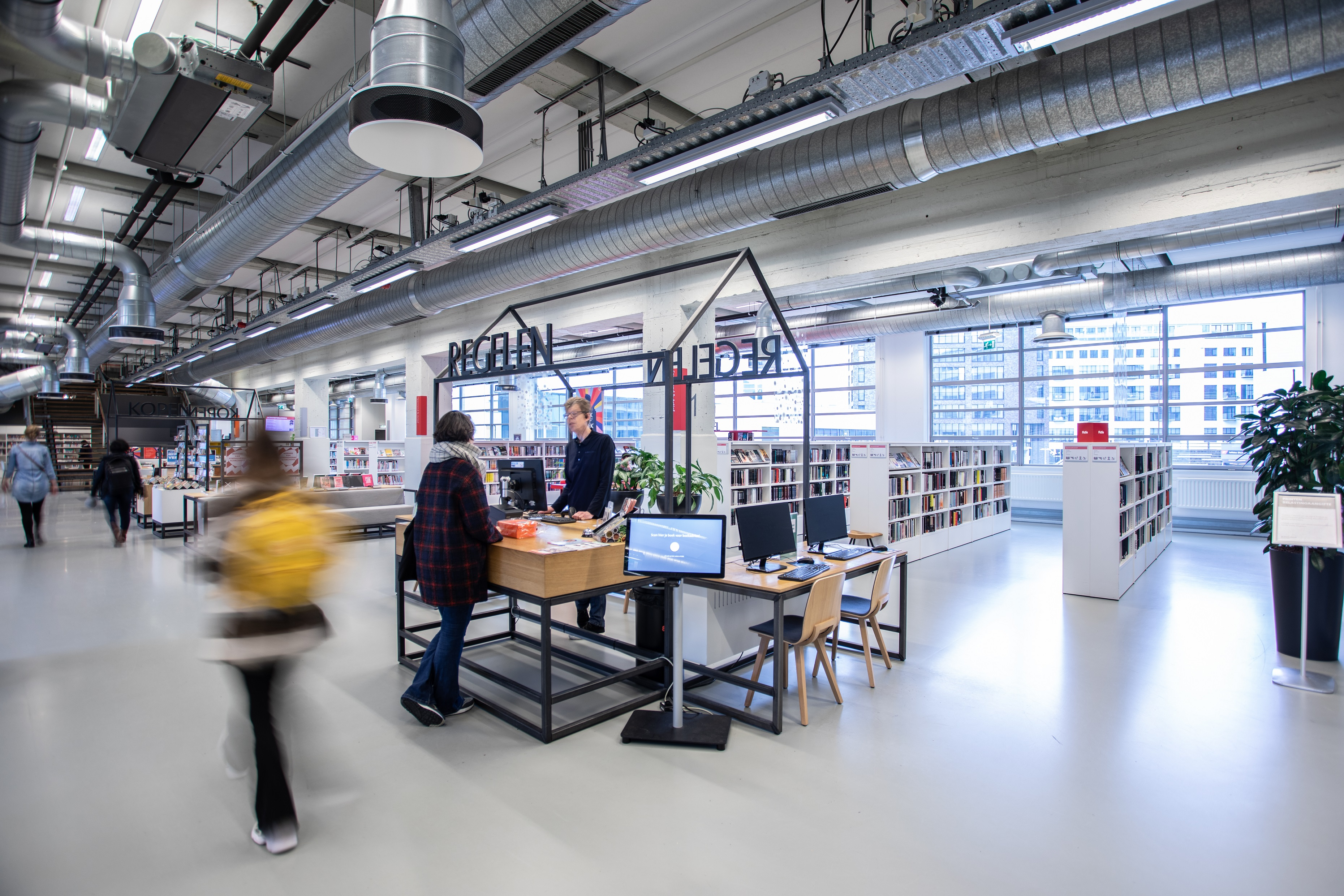
De bibliotheek in De Witte Dame

De Bibliotheek Eindhoven is de bibliotheekvoorziening in de stad Eindhoven in de Nederlandse provincie Noord-Brabant.
De hoofdvestiging van de bibliotheekvoorziening zit in het gebouw de Witte Dame, dat deel uitmaakt van een monumentaal complex van gebouwen die gebruikt werden door de gloeilampenfabriek Philips. Ook de Bibliotheek Waalre in Het Huis van Waalre in Waalre en de Bibliotheek Best in Best vallen onder de Bibliotheek Eindhoven. 
De openbare bibliotheek in Eindhoven werd op 10 januari 1916 opgericht. In het jaar 2016 wordt het honderdjarig bestaan gevierd.
De huidige Stichting Openbare Bibliotheek Eindhoven wordt gesubsidieerd door de gemeenten Eindhoven, Waalre en Best. Naast de hoofdvestiging in Eindhoven waren er rond het jaar 2000 verspreid over de stad ook wijkvestigingen in Eindhoven, die zijn echter door bezuinigingen opgeheven en deels vervangen door "bewonersbibliotheken".
De Bibliotheek Eindhoven is op alle basisscholen/spilcentra in Eindhoven en Waalre aanwezig met een schoolbibliotheek en mediacoaches die zich inzetten voor de ontwikkeling van de kinderen op het gebied van taalvaardigheid en mediawijsheid. Naast een (online) catalogus, biedt de bibliotheek ook een breed aanbod aan lezingen, debatten en workshops aan. Ieder jaar publiceert de Bibliotheek Eindhoven een jaarverslag.